# Monica Theodorescu
Monica Theodorescu (Halle, 2 marzo 1963) è una cavallerizza tedesca.

## Palmarès

### Olimpiadi
- 3 medaglie:
  - 3 ori (Seul 1988 nel dressage a squadre[1]; Barcellona 1992 nel dressage a squadre[2]; Atlanta 1996 nel dressage a squadre[2])

### Mondiali
- 2 medaglie:
  - 1 oro (Stoccolma 1990 nel dressage a squadre[2])
  - 1 bronzo (Stoccolma 1990 nel dressage individuale[2])

### Europei
- 5 medaglie:
  - 2 ori (Mondorf 1989 nel dressage a squadre[1]; Lipica 1993 nel dressage a squadre[2])
  - 2 argenti (Lipica 1993 nel dressage speciale[2]; La Mandria 2007 nel dressage a squadre[2])
  - 1 bronzo (Windsor 2009 nel dressage a squadre[2])